# Ningyo (film)
Ningyo (人魚?, Ningyō) è un cortometraggio animato realizzato da Osamu Tezuka il 21 settembre 1964 e distribuito da Mushi Production.

## Trama
In una fittizia società totalitaria, dove è vietato sognare ad occhi aperti, un ragazzo fantasioso salva un pesce, che sorprende tutti trasformandosi in una bellissima sirena e giocando insieme a lei. Il ragazzo viene arrestato per aver immaginato questa sciocchezza e privato della sua immaginazione come punizione. La riacquista, però, e si trasforma anche lui in una sirena, così lasciano per sempre la superficie per vivere felicemente il loro amore eterno da soli nel profondo degli abissi.